# プリマ・バレリーナ・アッソルータ
プリマ・バレリーナ・アッソルータ（伊:Prima ballerina assoluta、プリマ・バレリーナ・アソルータとも）は、バレリーナの最高位の肩書きとされ、授与されることは非常に稀である。
以下の表は、プリマ・バレリーナ・アッソルータの称号を授与されたバレリーナの一覧である。 
| No | 名前                       | 国           | 授与年 |
| -- | -------------------------- | ------------ | ------ |
| 1  | ピエリーナ・レニャーニ     | イタリア     | 1893年 |
| 2  | マチルダ・クシェシンスカヤ | ロシア       | 1901年 |
| 3  | アリシア・マルコワ         | イギリス     | 1933年 |
| 4  | ガリーナ・ウラノワ         | ソヴィエト   | 1944年 |
| 5  | アリシア・アロンソ         | キューバ     | 1959年 |
| 6  | マイヤ・プリセツカヤ       | ソヴィエト   | 1960年 |
| 7  | エヴァ・エフドキモワ       | アメリカ     | 1979年 |
| 8  | マーゴ・フォンテイン       | イギリス     | 1979年 |
| 9  | アンネリ・アルハンコ       | スウェーデン | 1984年 |
| 10 | フィリス・スパイラ         | 南アフリカ   | 1984年 |
| 11 | イヴェット・ショヴィレ     | フランス     | 1984年 |
| 12 | ニーナ・アナニアシヴィリ   | ジョージア   | 1988年 |
| 13 | アレッサンドラ・フェリ     | イタリア     | 1992年 |